# Castianeira badia
Castianeira badia is een spinnensoort uit de familie van de loopspinnen (Corinnidae). De wetenschappelijke naam van de soort werd in 1877 als Agroeca badia door Eugène Simon gepubliceerd.
De spin is makkelijk te herkennen doordat het hele lichaam zwart is. De meeste andere soorten uit de familie hebben stippen of vlekken. Ze komt algemeen in Spanje en Portugal voor.